# خرس‌نمائیان
خرس‌نمائیان (نام علمی: Notharctinae) نام یک زیرخانواده از تیره خرس‌نمایان است.